# Erziehungsberechtigter (Deutschland)
Erziehungsberechtigter bezeichnet den bzw. die Inhaber des grundgesetzlich definierten Erziehungsrechts (bzw. der Erziehungspflicht) über einen Minderjährigen. Das Erziehungsrecht ist gem. § 1631 Abs. 1 BGB Teil der Personensorge, somit Teil des elterlichen Sorgerechts.

## Legitimation zur Ausübung
Die Legitimation leitet sich im Wesentlichen aus Art. 6 Abs. 2 GG ab (Pflege und Erziehung der Kinder sind das natürliche Recht der Eltern und die zuvorderst ihnen obliegende Pflicht. Über ihre Betätigung wacht die staatliche Gemeinschaft. – 2004). Hier wird klar dargestellt, dass das Erziehungsrecht dem Wesen nach eine Erziehungspflicht ist. Damit wird vom Gesetzgeber wertentscheidend vorgegeben, dass das Elternrecht keine schrankenlose oder gar willkürliche Herrschaft über das Kind beinhaltet, sondern die sozialgebundene Pflicht, das gegebene Kind zu erhalten, zu versorgen und in seiner Entwicklung zu fördern (§ 1 Abs. 1 und 2 SGB VIII).

## Konsequenzen bei Erziehungsversagen
Im Abs. 3 von Art. 6 GG werden die Konsequenzen erwähnt, die das Versagen des Erziehungsberechtigten auffangen sollen (Gegen den Willen der Erziehungsberechtigten dürfen Kinder nur auf Grund eines Gesetzes von der Familie getrennt werden, wenn die Erziehungsberechtigten versagen oder wenn die Kinder aus anderen Gründen zu verwahrlosen drohen. – 2004). Dies ist die grundgesetzliche Handlungsermächtigung für den Gesetzgeber zum Schutz des Kindes bei Versagen der Erziehungsberechtigten – gleich ob verschuldet oder unverschuldet – welche in den § 1666, § 1666a BGB realisiert sind.

## Staatliches Wächteramt
Die Aufgabe des staatlichen Wächteramtes zur Gewährleistung des Kindeswohls haben das Jugendamt (§ 8a SGB VIII), aber auch die Gerichte (Familiengericht). Das Jugendamt hat vor einem Entzug der elterlichen Sorge Hilfen zur Erziehung (§ 27-35 SGB VIII) anzubieten.

## Entzug und Teilung der Erziehungsverantwortung
Bei einem Entzug der elterlichen Sorge ist dem Minderjährigen ein Vormund zu bestellen, der dann die Erziehungsberechtigung hat (§ 1789 BGB).
Die Erziehungsberechtigung kann auch aufgeteilt, Teilbereiche Pflegern übertragen werden. Dies ist z. B. auch der Fall, wenn Kinder bei Pflegeeltern aufwachsen und zumindest die 'tägliche Sorge' von diesen im Rahmen des § 1688 BGB wahrgenommen wird.